# Wälder und Pfeifengras-Wiesen im südl. Lappwald
Wälder und Pfeifengras-Wiesen im südl. Lappwald este o arie protejată (sit de importanță comunitară — SCI) din Germania întinsă pe o suprafață de 728 ha, integral pe uscat.

## Localizare
Centrul sitului Wälder und Pfeifengras-Wiesen im südl. Lappwald este situat la coordonatele 52°14′49″N 11°03′07″E / 52.2469°N 11.0519°E.

## Înființare
Situl Wälder und Pfeifengras-Wiesen im südl. Lappwald a fost declarat sit de importanță comunitară în octombrie 1998 pentru a proteja 4 specii de animale.

## Biodiversitate
Situată în ecoregiunea atlantică, aria protejată conține 6 habitate naturale: Pajiști cu Molinia pe soluri calcaroase, turboase sau argilos-nămoloase (Molinion caeruleae), Liziere de ierburi înalte hidrofile de câmpie și de nivel montan până la alpin, Păduri de fag Luzulo-Fagetum, Păduri de fag Asperulo-Fagetum, Păduri de stejar sau de stejar și carpen sub-atlantice și medio-europene de Carpinion betuli, Păduri aluvionare cu Alnus glutinosa și Fraxinus excelsior (Alno-Padion, Alnion incanae, Salicion albae).
La baza desemnării sitului se află mai multe specii protejate:
- amfibieni (1): triton cu creastă (Triturus cristatus)
- mamifere (3): liliac cârn (Barbastella barbastellus), liliac cu urechi mari (Myotis bechsteinii), liliac comun (Myotis myotis)

Pe lângă speciile protejate, pe teritoriul sitului au mai fost identificate 1 specie de mamifere.